# Jiji Press
Jiji Press Ltd. (株式会社時事通信社, Kabushiki gaisha Jiji Tsūshinsha) è un'agenzia di stampa giapponese fondata nel novembre 1945 a seguito del fallimento di Domei Tsushin, servizio di informazione governativo deputato alla divulgazione di notizie prima e durante la seconda guerra mondiale. In particolare, Jiji Press si occupa dell'informazione economico-finanziaria, mentre Kyodo News, nata anch'essa nel novembre 1945 dopo la dismissione di Domei Tsushin, si occupa della diffusione di informazioni che hanno per target un pubblico generalista.

## Storia
Negli anni successivi alla sua fondazione, Jiji Press creò legami con importanti agenzie di stampa internazionali, come Agence France-Presse, United Press International, Associated Press e Reuters.
Nel 2011, Jiji Press riferì che l'amministratore delegato di Olympus Michael Woodford aveva ricattato la direzione dell'azienda per nominarlo CEO in cambio della promessa di coprire uno scandalo di frode contabile. Woodford, di rimando, sostenne che "le cosiddette fonti anonime dell'Olympus avevano chiaramente mentito, [e] Jiji aveva semplicemente riportato quelle bugie senza un adeguato controllo della loro veridicità". Jiji in seguito ha ritirato il rapporto e ha inviato un comunicato di scuse a Woodford.
Nel 2012 il presidente di Jiji Press, Masahiro Nakata, rassegnò le dimissioni dopo la scoperta che un corrispondente di Jiji a Washington aveva illecitamente copiato un articolo pubblicato da Kyodo News.

## Struttura
Jiji è gestita come una società di proprietà dei dipendenti (è un'azienda privata e un'impresa rigenerata) e non è quotata in borsa, né ha azionisti non dipendenti. Jiji ha uffici editoriali in tutto il Giappone e in molte delle più importanti città del mondo.
L'agenzia è la terza maggiore azionista del gruppo Dentsu Inc., detenendone il 5,85% delle azioni (16,9 milioni) nel dicembre 2016.